# William Thomson (mineralogista)
William Thomson (1760 - noviembre de 1806) fue un mineralogista inglés, que  posteriormente usó el nombre de Guglielmo Thomson cuando vivió en Italia. Murió en Palermo a la temprana edad de 46 años.

## Descubrimiento del patrón de Widmanstätten

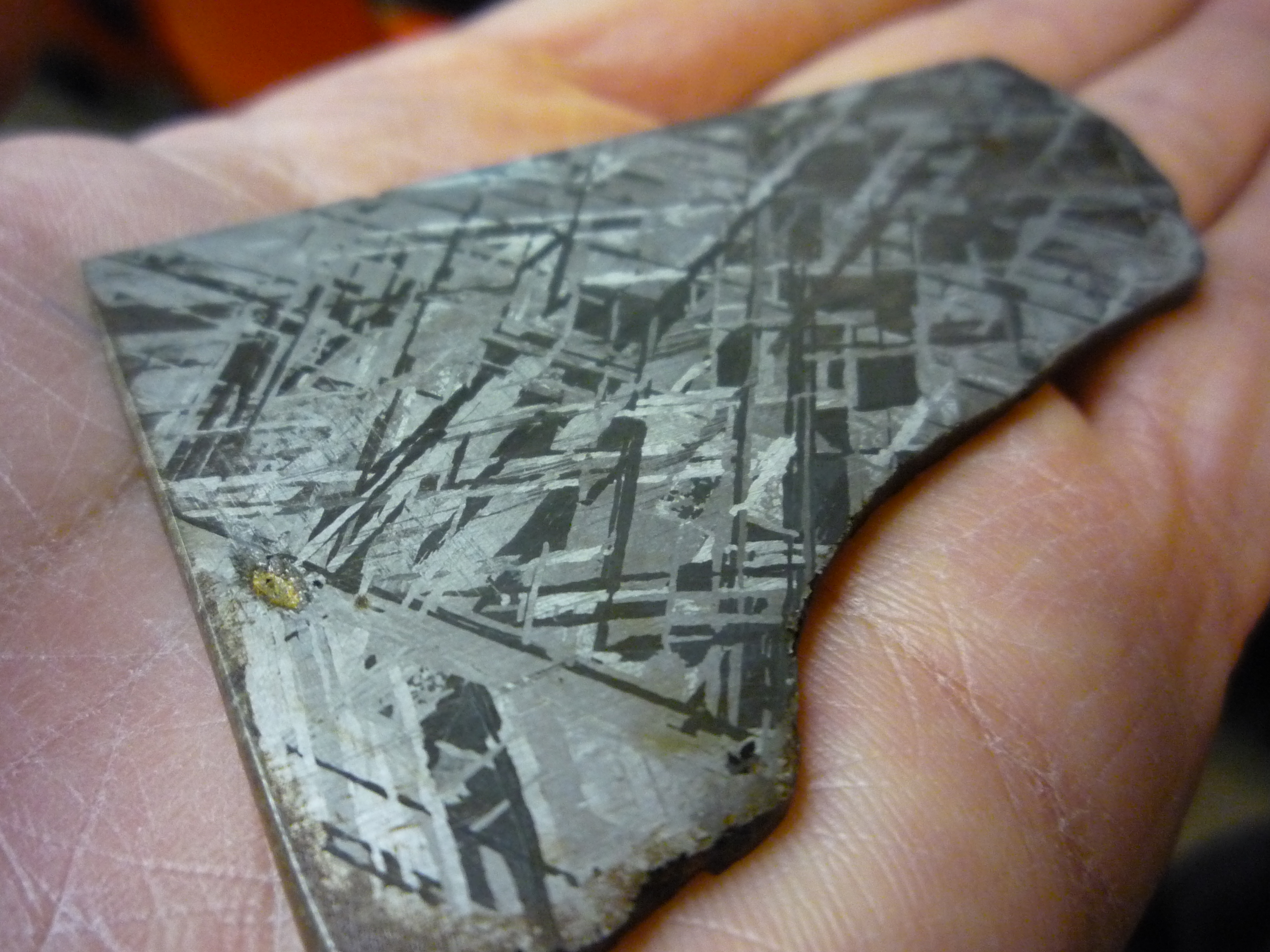
La Estructura de Widmanstätten aparece en ciertos tipos de meteoritos metálicos al tratarse con ácido nítrico

Thomson vivía en Nápoles cuando decidió tratar con ácido nítrico una muestra del meteorito de Krasnojarsk con el propósito de limpiarlo de herrumbre. Poco después del contacto con el ácido, advirtió en la superficie del metal unas extrañas marcas que nunca se habían visto antes: eran lo que después se conocería como estructura de Widmanstätten.
En 1804 publicó su descubrimiento en la Bibliothèque Britannique, con un artículo redactado en francés. En 1808 su trabajo fue publicado post mortem también en lengua italiana (traducido del manuscrito original inglés) en Atti dell'Accademia Delle Scienze di Siena.
El descubrimiento es comúnmente acreditado a Alois von Beckh Widmanstätten probablemente debido a la muerte prematura de Thomson y a la carencia de una publicación del hallazgo en inglés. El descubrimiento de Widmanstätten era independiente, pero data de 1808 y carece de publicación.
Así que el crédito completo del descubrimiento debe ser asignado a William Thomson debido a la prioridad cronológica. Por esta razón, varios autores sugirieron llamar al patrón también "estructura de Thomson".